# Galeocharax humeralis
Galeocharax humeralis är en fiskart som först beskrevs av Valenciennes, 1834.  Galeocharax humeralis ingår i släktet Galeocharax och familjen Characidae. Inga underarter finns listade i Catalogue of Life.